# Panorpa truncata
Panorpa truncata är en näbbsländeart som beskrevs av George W. Byers 1997. Panorpa truncata ingår i släktet Panorpa och familjen skorpionsländor. Inga underarter finns listade i Catalogue of Life.